# Patria potestas
Patria potestas (latin, "faderlig myndighet, "fadersmakt") var enligt romersk rätt den lagliga makt, som en pater familias hade över sina i lagligt äktenskap födda eller adopterade barn, sina sonbarn, sonsöners barn o.s.v., alldeles oberoende av dessas ålder och samhällsställning. Pater familias var huvudmannen för en romersk familj. Termen är latin och betyder "fadern för familjen". Pater familias var alltid en romersk medborgare.
I början var denna makt mycket vidsträckt och innefattade huvudsakligen
1. rätt att för begången förbrytelse döma avkomlingen till döden och låta verkställa domen;
2. rätt att sälja honom till träl och att utlämna honom till den, mot vilken han förbrutit sig, i fall pater familias ej ville betala vederbörlig skadeersättning;
3. rätt att överlämna honom till adoption av en annan pater familias;
4. äganderätt till allt, vad han förvärvade.

Enligt Tolv tavlornas lag var likväl en son, som fadern tre gånger sålt till träl, fri från faderns patria potestas och blev själv pater familias. Detta lagstadgande gav anledning till det hos romarna under många århundraden enda möjliga sätt, varpå pater familias kunde frigöra (emancipera) sin avkomling från sin potestas. 
Detta tillgick så, att sonen av honom inför pretor eller annan auktoriserad ämbetsman tre gånger såldes till slav åt en tredje person och lika många gånger åter frigavs, sista gången av fadern, sedan denne återköpt honom, på det fadern skulle över sonen få den, i synnerhet för arvsförhållanden viktiga, patronatsrätt, som tillkom förre ägare över av dem frigivna trälar. Sedan detta skett, var sonen fri från patria potestas, men förlorade också därmed ursprungligen sin arvsrätt efter fadern. Dotter och barnbarn behövde blott säljas en gång. 
Ända till slutet av 400-talet e.Kr, var detta det enda möjliga emancipationssättet. Vid denna tid infördes ett annat, och Justinianus I (500-talet) upphävde omsider den gamla, redan då ur bruk komna formen samt stadgade, att emancipation fick ske genom en enkel anmälan i laga form för vederbörande magistratsperson. Även till sin innebörd modifierades patria potestas betydligt genom den romerska lagstiftningen under kejsartiden. Faderns rätt att döma barnen till döden avskaffades; hans rätt att sälja dem inskränktes i högsta grad. Även hans rätt till deras egendom inskränktes, genom den bestämmelsen, att sonen hade full äganderätt till allt, som han i statens tjänst förvärvat (hans peculium militare eller quasi militare). Likaså fastställdes flera fall, då patria potestas, även oberoende av faderns vilja, upphörde, till exempel då sonen (eller sonsonen) erhållit vissa högre ämbeten och värdigheter, en grundsats, som utan nämnvärda undantag var för den äldre lagstiftningen främmande.
Patria potestas har sin förklaring och sin utgångspunkt i den romerska familjens stränga slutenhet under husfaderns övervälde. På den romerska rättens utveckling har den i förening och i växelverkan med besläktade institutioner, såsom adoption, testamente m.fl., utövat ett i hög grad viktigt inflytande. Den är, åtminstone i sina strängare och egentligare former, något för denna rätt över huvud specifikt. I den germanska rätten finns den ej, åtminstone ej i någon mening, som ens tillnärmelsevis påminner om den romerska.